# Havenhaus

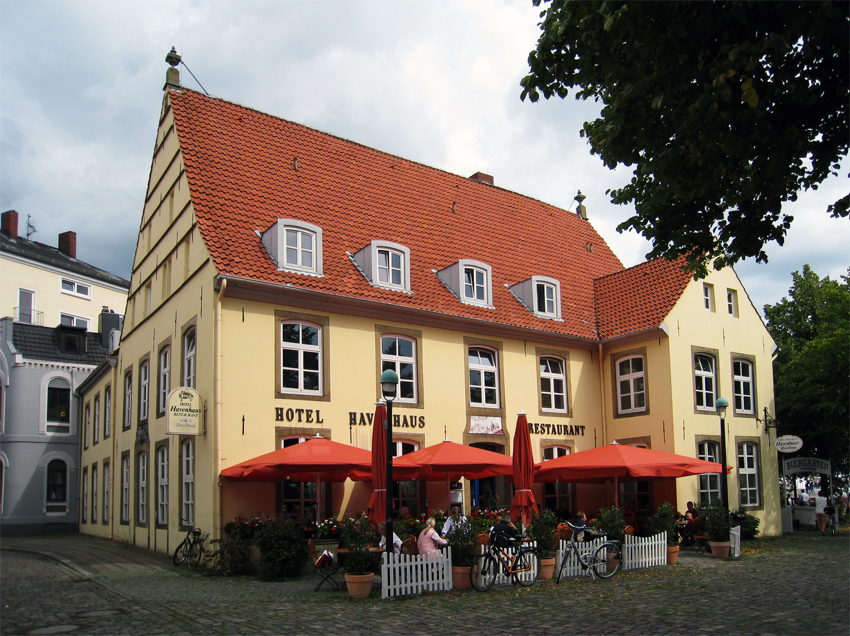
Die Südfassade des Havenhauses im Jahr 2008

Das Havenhaus (Plattdeutsch Havenhuus) in Vegesack ist ein Baudenkmal in der Straße Am Vegesacker Hafen Nr. 12 in Bremen. Mitte des 17. Jahrhunderts als Amtshaus des Hafenmeisters von Vegesack erbaut, wird es heute als Gaststätte und Hotel genutzt.

## Geschichte

### Bau des Havenhauses

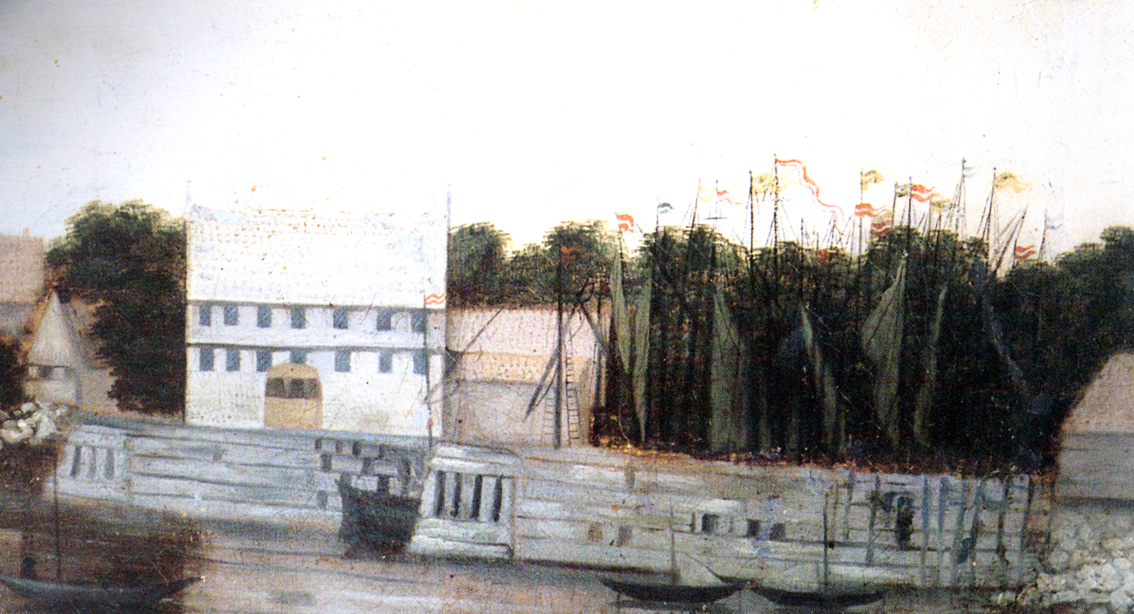
Die älteste erhaltene Abbildung des Havenhauses und Vegesacks überhaupt, aus dem Jahr 1670 (Ausschnitt eines Gemäldes, wahrscheinlich von Franz Wulfhagen)

Nach dem Bau des Vegesacker Hafens durch den Bremer Rat und das Haus Seefahrt zwischen 1618 und 1623 wurde für den ersten Hafenmeister Vegesacks, Bosche Hasselmann, zunächst ein einfaches Fachwerkhaus errichtet, das bald jedoch schon nicht mehr der wachsenden Bedeutung des neuen Hafens entsprach. So wurde 1643 wurde vom Drosten des Amtes Blumenthal ein Grundstück nahe der Einfahrt des Hafens an der Weser für den Bau eines neuen Diensthauses zur Verfügung gestellt, auf dem von 1645 bis 1648 das zweigeschossige Havenhaus als erstes größeres Steinhaus in Vegesack errichtet wurde. Das Gebäude hatte eine Abmessung von 20,30 × 12,30 Metern, verfügte über ein Satteldach und eine Utlucht an der Südseite. Neben den eigentlichen Diensträumen enthielt es eine Schankwirtschaft.

### Ab 1653
Im Vorfeld des Ersten Bremisch-Schwedischen Krieges besetzten schwedische Truppen 1653 Blumenthal und Vegesack, vertrieben den Hafenmeister und legten um das Havenhaus herum eine Schanze mit Geschützstellungen an. Im Laufe der kriegerischen Auseinandersetzung eroberten die Bremer Vegesack zurück, mussten sich jedoch wieder zurückziehen, bevor Vegesack im Ersten Stader Vergleich wieder bremisch wurde.
1671 übernahm die Stadt die Verwaltung des Hafens vom Haus Seefahrt und verpachtete diesen an den neuen Hafenmeister Heinrich Pundt, der zugleich auch die Schankrechte für das Havenhaus erhielt. Einige Jahre später entzog der Rat Pundt jedoch wieder die Pacht, nachdem sich zeigte, dass es ihm nicht gelang, den Hafen hinreichend instand zu halten. Neuer Dienstherr im Havenhaus wurde am 17. Mai 1697 Gerdt Hinrichs.

### Brand und Wiederaufbau
1719 zerstörte ein Feuer einen Großteil Vegesacks – nur das Havenhaus blieb unbeschädigt. Als im Zweiten Stader Vergleich 1741 die bremischen Gebiete des Amtes Blumenthal Kurhannover zugesprochen wurden, verblieben einzig der Vegesacker Hafen und das Havenhaus unter Bremer Hoheit. Ende des 18. Jahrhunderts erlebte der Handel über den Vegesacker Hafen einen erheblichen Aufschwung, so dass 1781 das Havenhaus durch die Baumeister Johann Dierks und Christoph Poppe erneuert und durch einen Gebäudeflügel an der Hafenseite erweitert wurde. Die Fenster des Gebäudes wurden im Stile des Klassizismus neu gegliedert, und über dem Eingang an der Alten Hafenstraße das Relief eines doppelköpfigen Adlers mit dem Bremer Wappen eingefügt (so wie auch über dem Portal zum Schütting zu sehen). Die Hauptgiebel wurden mit Schmuckvasen verziert.
Mit dem Reichsdeputationshauptschluss von 1803 erhielt die Stadt ihre Reichsunmittelbarkeit zurück und das gesamte Gebiet von Vegesack kam wieder zu Bremen. Infolge der Französischen Besatzung Norddeutschlands und der Kontinentalsperre geriet der Seehandel jedoch in eine Krise, die auch den Vegesacker Hafen und das Havenhaus betrafen.

### Havenhaus als Post, Gasthaus und Hotel
1852 wurde Vegesack zur Stadt erhoben, im Havenhaus war die Post untergebracht. Im April 1853 wurden 26 Kanonenboote der von Marineminister Arnold Duckwitz initiierten ersten gesamtdeutschen Reichsflotte im Havenhaus für 4100 Taler versteigert. 1868 wurde das Hafenamt endgültig vom Havenhaus getrennt und das Gebäude fortan nur noch als Gastwirtschaft und Hotel genutzt. Der Pächter H. D. Landwehr ließ Stallungen sowie einen großen Saal anbauen, in dem die Stapelläufe der Vegesacker Werften gefeiert und der jährliche Schifferball veranstaltet wurden.
Mit der zunehmenden Konkurrenz durch neue Ausflugslokale an Weser und Lesum verlor das Hafenhaus Anfang des 20. Jahrhunderts seine zuvor unumstrittene Stellung als „erstes Haus“ am Platz. 1911 mietete der Heimat- und Museumsverein für Vegesack und Umgebung Räume in dem Gebäude, später andere Vereine.
Das Haus überstand den Zweiten Weltkrieg ohne Schäden, musste aber 1956 renoviert werden. Ein weiterer Umbau erfolgte 1961/1962. Seit dem 16. Mai 1963 steht vor dem Havenhaus – nahe dem Utkiek – eine Walkiefer-Skulptur als Symbol für die maritime Tradition des Ortes. 1979/1980 wurde das Havenhaus grundlegend unter der Leitung des Architekten Gert Schulze saniert: So wurden die Holzbalkendecken entfernt und durch Stahlbeton ersetzt, der Grundriss wurde neu gestaltet. Außenwände, Fenster und Türen wurden entsprechend den Anforderungen des Hochwasserschutzes gestaltet, um das Haus gegen Schäden bei Sturmfluten möglichst weitgehend zu schützen.